# Jarrestadt

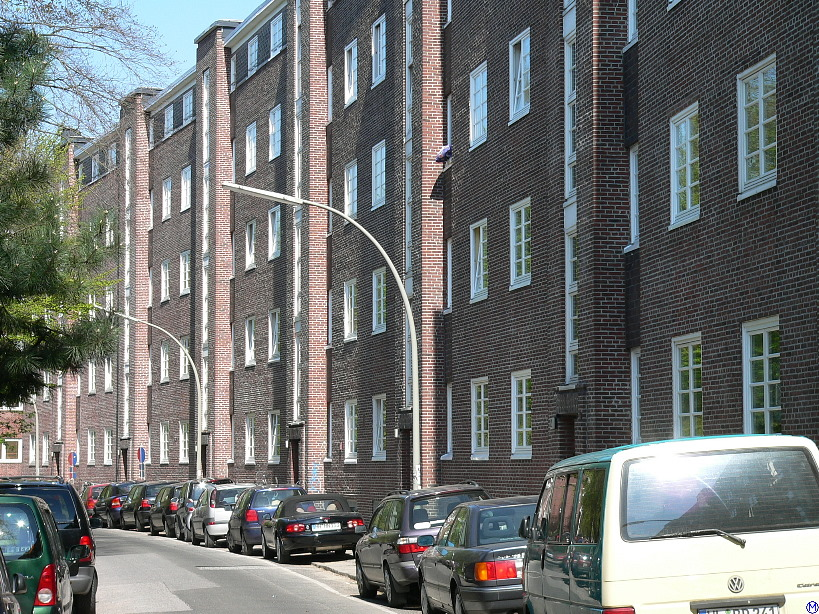
Hölderlinsallee

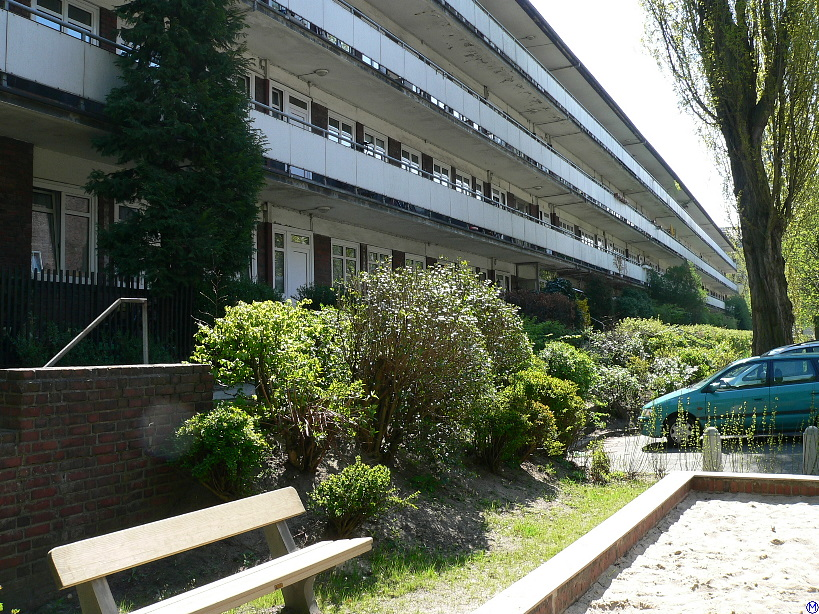
Laubenganghäuser

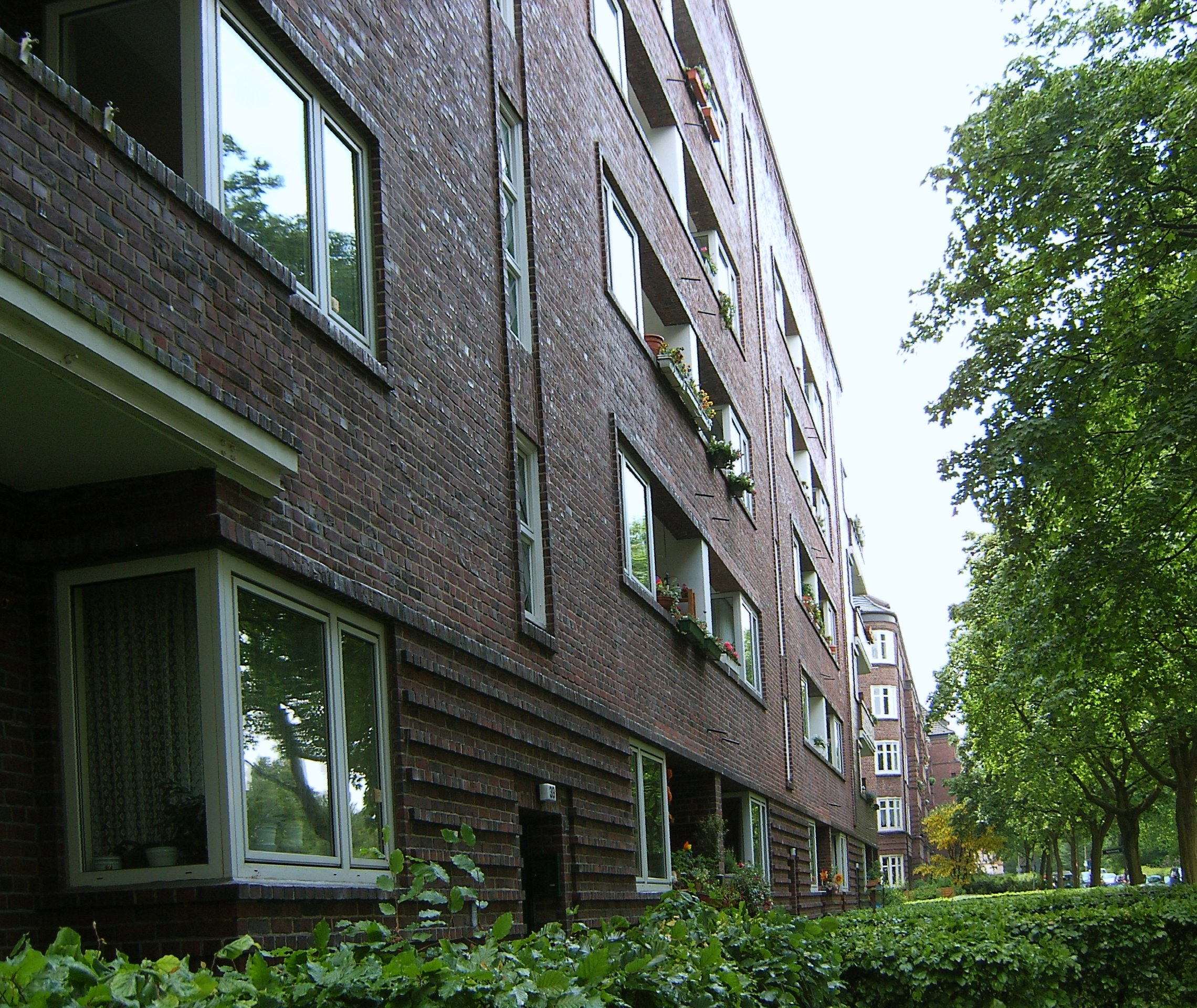
Goldbekufer

Die Jarrestadt ist ein Wohngebiet im Hamburger Stadtteil Winterhude, das sich zwischen dem Wiesendamm, dem Osterbekkanal, dem Goldbekkanal und dem Glindweg erstreckt. Es zeichnet sich durch eine gute Verkehrsanbindung, die Nähe zu den damaligen Arbeitsplätzen der benachbarten Industriezonen (Kampnagel, Heidenreich & Harbeck) und zum Hamburger Stadtpark als Erholungszone aus.
Charakteristisch ist eine vier- bis sechsgeschossige Bebauung durch Wohnhäuser und Schulen, die sämtlich Ende der 1920er Jahre in einem einheitlichen Stil unter Verwendung von dunklem Klinker vorgenommen wurde. Der Bereich steht unter Milieu- und Denkmalschutz. 

## Geschichte
In einem offenen Wettbewerb für die Bebauung des Geländes gewann der Hamburger Architekt Karl Schneider 1926 den Wettbewerb. Unter der Leitung von Fritz Schumacher, von dem das Straßennetz vorgegeben wurde, entstand eine damals moderne und wegweisende Wohnbebauung. Weitere Hamburger Architekten (unter anderem Heinrich Bomhoff, Friedrich Ostermeyer und Paul Frank) wurden mit der Umsetzung betraut.
Grundsatz war eine Bebauung mit überwiegend 2½-Zimmerwohnungen mit 50 bis 60 m² Wohnfläche, mit Bad, Küche, fließendem warmen Wasser und zentralen Waschküchen. Fritz Schumacher achtete konsequent auf die Bebauung mit Zweispännern, also die Beschränkung auf zwei Wohnungen pro Treppenabsatz, die er in seiner Schrift Das Werden einer Wohnstadt postuliert hatte. Die erreichte Wohnqualität machte allerdings hohe Baukosten und damit in der Folge auch hohe Mieten erforderlich, die die Wohnungen teilweise für die Zielgruppe der Arbeiterschaft unerschwinglich machten. Markante Bauten des Quartiers waren u. a. der Stoltenhof und das Kranzhaus der Allgemeinen Deutschen Schiffszimmerer-Genossenschaft.
Dabei wurden auch Wirtschaftlichkeitsuntersuchungen für moderne Stahlbetonskelettbauten durchgeführt.
Fritz Schumacher selbst übernahm die Planung der Schule Meerweinstraße (heute Stadtteilschule Winterhude) am Martin-Haller-Ring.
Entlang des Osterbekkanals waren bis in die 1960er Jahre Industriebetriebe angesiedelt, darunter ein Werk der Hamburger Gaswerke GmbH (HGW). Bis auf eine Schiffswerft zur Reparatur der Alsterschiffe haben sie die Stadt verlassen oder die Produktion aufgegeben. Ein erhaltenes Zeugnis bilden die Werkhallen der Kampnagel-Fabrik.
Im Zweiten Weltkrieg wurde das Quartier während der Operation Gomorrha sehr stark durch Spreng- und Brandbomben zerstört und nach Kriegsende – beginnend schon vor der Einführung der DM – weitgehend im alten Stil wieder aufgebaut.

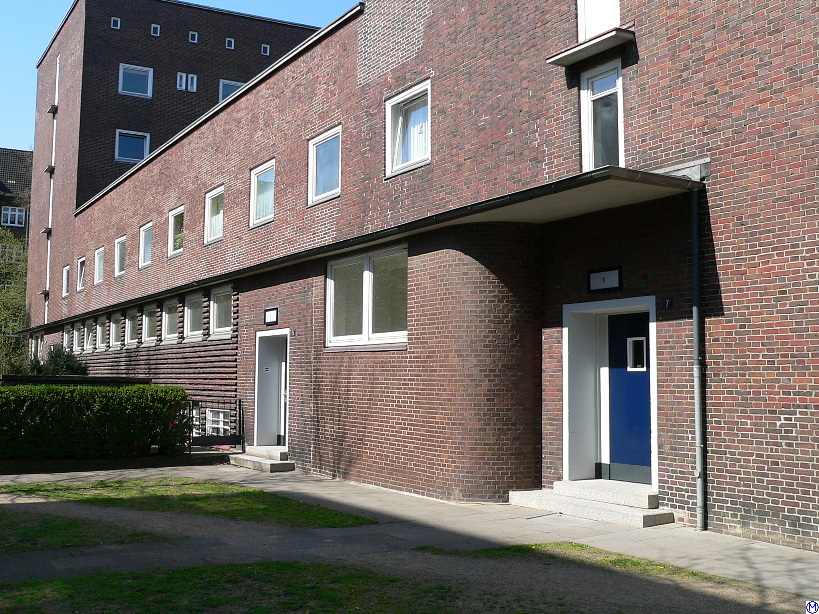
Stammanstraße
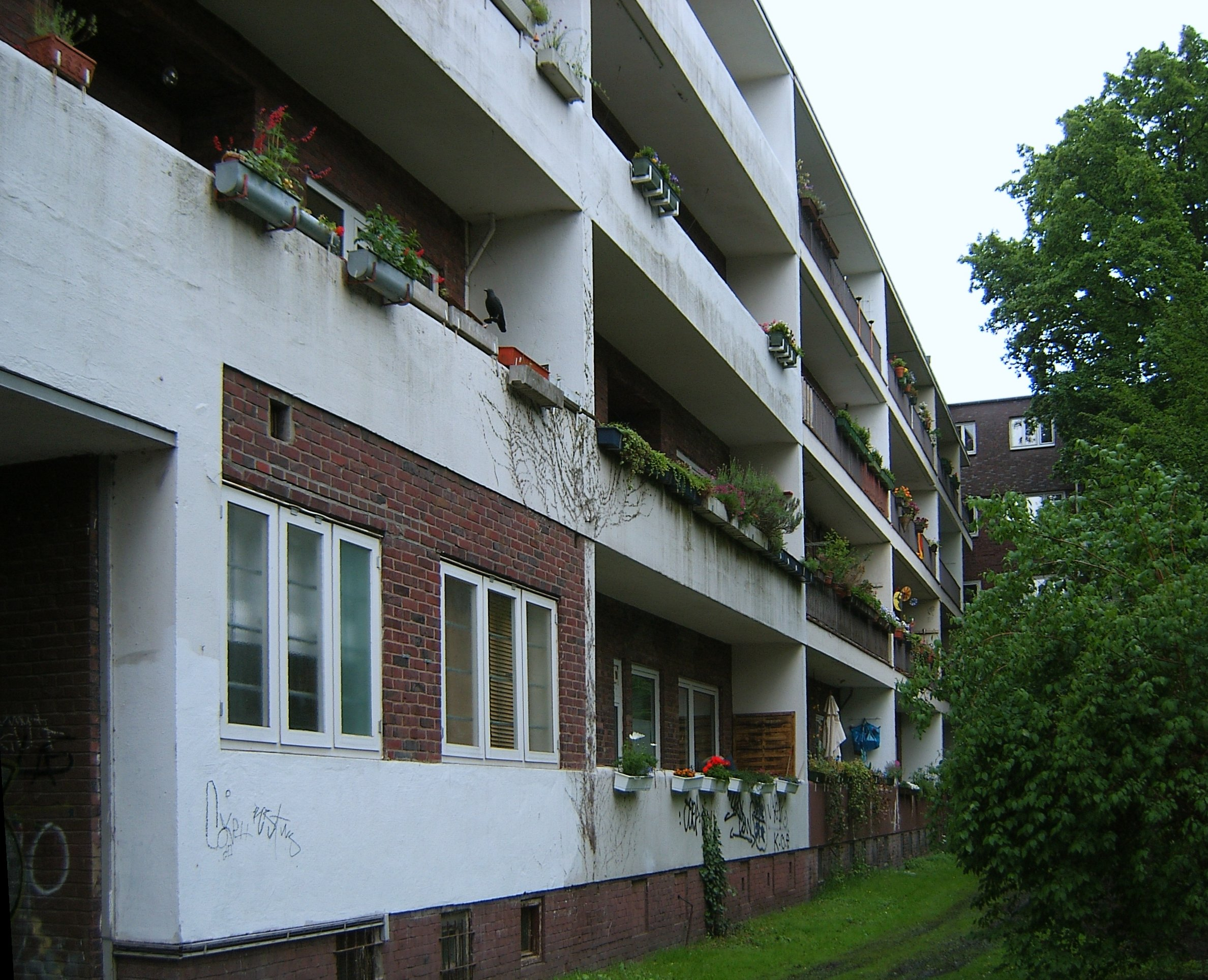
Innenhof Hanssensweg
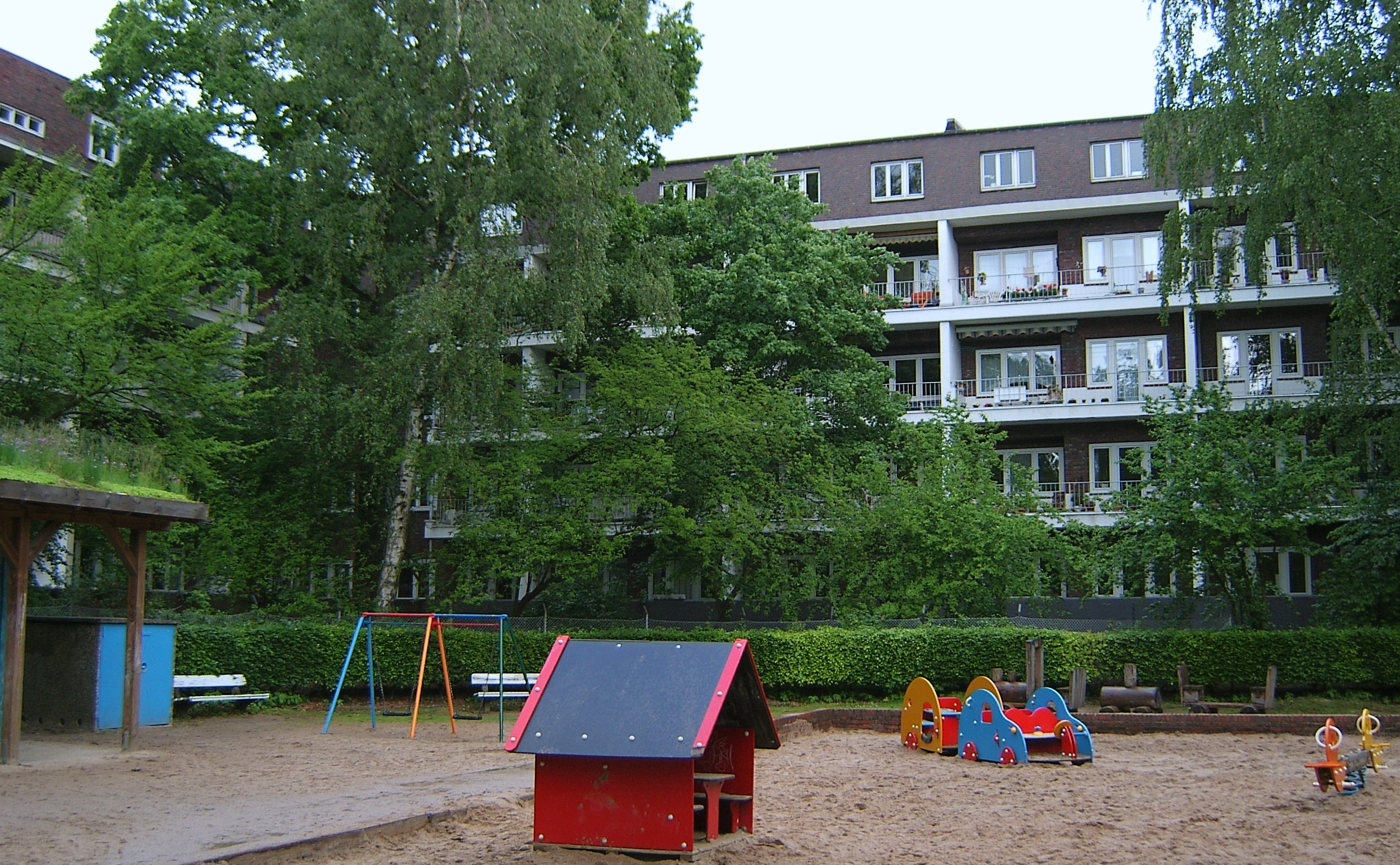
Innenhof Hanssensweg/Novalisweg

## Bildung

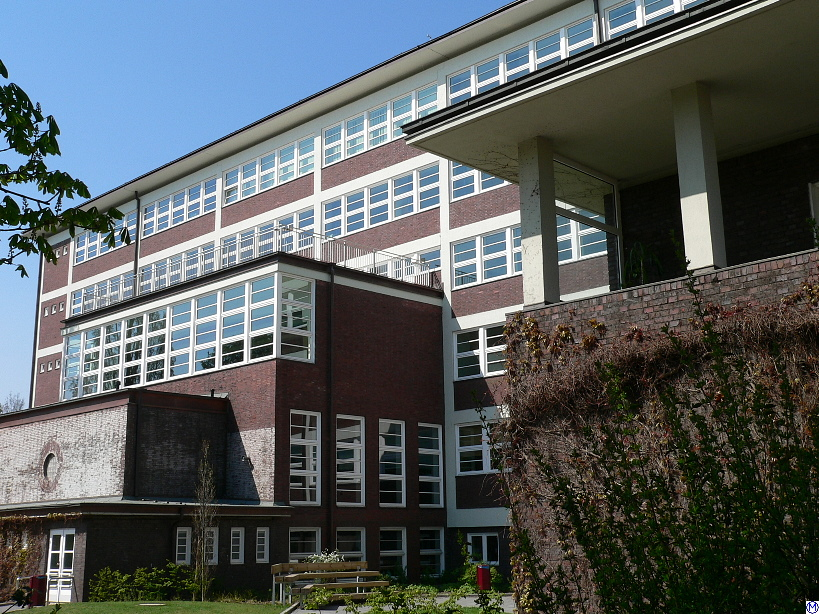
Schule Meerweinstr, jetzt Stadtteilschule Winterhude

- Stadtteilschule Winterhude – erbaut als Schule Meerweinstraße von Fritz Schumacher